# Dům Vinohradská čp. 113 Praha
Činžovní dům na Vinohradské 113 (Nábytek Strnad) na Vinohradech v Praze stojí poblíž křižovatky ulic Vinohradská a Velehradská. Od roku 2002 je chráněn jako nemovitá kulturní památka České republiky.

## Historie
Činžovní dům byl postaven v roce 1895 podle návrhu architekta Václava Kubry. Architektura stavby vychází z takzvané „české renesance“.

## Popis
Řadový třípatrový dům je postaven ve slohově čistém neorenesančním stylu s typickým použitím kontrastu režného cihelného zdiva a štukové architektonické výzdoby, ve které vynikají obdélná pole se sgrafitovou ornamentální výzdobou. V interiéru jsou zachovalé původní prvky.
Dům s atikou má štít v ose fasády. Pětiosá fasáda je v přízemí členěna pásovou rustikou. Otvory v přízemí jsou ukončeny půlkruhově s archivoltami. V ose je uplatněn klenák, který nese profilovanou kordonovou římsu. Okna v prvním a druhém patře jsou pravoúhlá, se šambránami a přímými římsami; v prvním patře s volutovými konsolkami a probíhajícím podokenním pásem s ornamentální štukovou výzdobou. Atiku člení pilířky v meziokenních osách fasády.